# Бродъс Клей
Джордж Мърдок (роден на 21 февруари 1980 г.) е американски професионален кечист, по-известен с името си Бродъс Клей. Той работи в Световната федерация по кеч (WWE). Той е на второ място на четвъртия сезон на NXT.
- Прякори
- Фънкозавъра

- Интро песни
  - Rip It Up By Josh Powell And Marc Williams (4 август 2011-7 ноември 2011)
  - Somebody Call My Momma By Jim Johnston (9 януари 2012-момента)

### Завършващи Движения
- Ah Funk It! (Running Crossbody)
- Splat! (Running Splash)
- G-Grip (Tongan Death Grip)
- Body Avalanche
- Corner Hip Attack
- Elbow Drop
- Forearm Club
- Headbutt
- Knee Lift
- Fisherman Suplex
- Overhead Belly To Belly Suplex
- Shouder Claw
- Snap Suplex
- Shee-Plex (Exploder Suplex)
- Running Powerslam

### Титли и постижения
- Pennsylvania Premiere Wrestling
  - Шампион в тежка категория на PPW (1 път)
- Pro Wrestling Illustrated
  - PWI го класира като No.74 от топ 500 единични кечисти в PWI 500 през 2012 и 2013
- Total Nonstop Action Wrestling
  - Пътуващ за Злато (2015)
- WWE
  - Награди слами (1 път)
    - Най-добър Танц на годината (2012)